# FM 홋카이도
FM홋카이도는 일본의 FM라디오 방송국으로 1982년 9월 15일 개국했으며 홋카이도에서 방송을 실시하고 있다.
JFN에 가맹했으며 애칭은 AIR-G', 콜사인은 JOFU-FM이다.

## 연혁
- 1981년 9월 25일 - 주식회사 에프엠 홋카이도 설립.
- 1982년 9월 15일 - 일본 6번째 민영 FM 방송국으로 개국.
- 1992년 4월 6일 - 방송국 통칭을 「AIR-G'」로 변경.
- 1993년 4월 - 24시간 방송 개시(오전 5시를 기점으로 월요일 새벽 2:00~5:00 제외.이전까지는 오전 6시부터 다음날 새벽 3시까지 방송.)
- 1995년 4월 - 삿포로 지역에서 FM 문자다중방송 개시
- 2016년 9월 30일 - FM 문자다중방송 서비스를 종료

## 주파수
- 삿포로 방송국:80.4MHz(출력:5kw)
- 삿포로 오도리 중계국:79.2MHz(출력:10w)
- 오타루 중계국:81.9MHz(출력:100w)
- 아사히카와 중계국:76.4MHz(출력:500W)
- 하코다테 중계국:88.8MHz(출력:250w)
- 무로란 중계국:89.4MHz(출력:250w)
- 도야 중계국:86.5MHz(출력:100w)
- 오비히로 중계국:78.5MHz(출력:250w)
- 아바시리 중계국:83.1MHz(출력:250W)
- 기타미 중계국:87.8MHz(출력:100w)
- 구시로 중계국:86.4MHz(출력:250W)

## Air-G'를 통한 전국방송전송
- 악천후등에 의해 TOKYO FM에서 위성통신을 할 수 없는 경우에는 FM홋카이도에서 통신위성을 통해 JFN 가맹국에 방송을 전달하게 되어 있으며 회선 비용이 비싼 홋카이도 도내 각 중계소의 중계 회선에도 비용절감을 이유로 같은 위성이 사용되고 있다.
  - 당초에는 NTT 중계 회선을 사용했지만 문자다중방송 홋카이도 전역 개시를 계기로 1996년경 위성 회선을 사용하기 시작했으며 이로 인해 삿포로 지구 이외의 지역에서는 일본 표준시에서 0.5초정도의 방송지연이 발생한다.

## 홋카이도에 있는 다른 텔레비전·라디오 방송국

### NHK
- NHK 삿포로 방송국(홋카이도 지역 거점 방송국)
- NHK 하코다테 방송국
- NHK 아사히카와 방송국
- NHK 무로란 방송국
- NHK 기타미 방송국
- NHK 오비히로 방송국
- NHK 구시로 방송국

### 민영 방송국
- 삿포로 TV 방송(STV)(TV는 니혼 TV 계열, 라디오는 NRN 계열이며 라디오 부문은 현재 분사화하여 STV라디오로 불림)
- 홋카이도 방송(HBC)(TV는 도쿄 방송 계열, 라디오는 JRN·NRN계열)
- 홋카이도 분카 방송(uhb)(후지 TV 계열)
- 홋카이도 TV 방송(HTB)(TV 아사히 계열)
- TV 홋카이도(TVh)(TV 도쿄 계열)
- FM 노스웨이브(JAPAN FM LEAGUE 계열)